# Siikajoki
Siikajoki [ˈsiːkajɔki] ist eine Gemeinde in Westfinnland. Sie liegt rund 50 km  südwestlich der Stadt Oulu an der Mündung des Flusses Siikajoki in den Bottnischen Meerbusen.
Die Gemeinde besteht seit 1868. Zum 1. Januar 2007 fusionierte Siikajoki mit der Nachbargemeinde Ruukki; die neue Gemeinde trägt weiterhin den Namen Siikajoki. Die Gemeinde Ruukki war seinerseits 1973 durch den Zusammenschluss der Gemeinden Paavola und Revonlahti (schwedisch Revolax) entstanden. Verwaltungssitz der Gemeinde Siikajoki ist der Ort Ruukki. Daneben umfasst die Gemeinde die Kirchdörfer Siikajoki, Paavola und Revonlahti sowie die Orte Heinolahti, Jauhoniemi, Karinkanta, Keskikylä, Kivijärvi, Kuivaniemi, Lappi, Luohua, Merikylä, Pudasjärvi, Relletti, Tauvonkylä, Tuomioja und Ylipää.
Siikajoki war am 18. April 1808 Schauplatz einer Schlacht im Russisch-Schwedischen Krieg; die schwedischen Truppen unter Carl Johan Adlercreutz und Georg Carl von Döbeln errangen auf ihrem Rückzug nach Norden einen Sieg gegen russischen Truppen, die ihnen den Weg im Norden verschlossen hatten. Die Gefechte werden auch in Runebergs Versepos Fähnrich Stahl (1848–1860) geschildert. Neun Tage danach, am 27. April 1808, war Revolahti Schauplatz einer weiteren Schlacht. Die schwedischen Truppen errangen hier einen Sieg über die zahlenmäßig unterlegenen Russen und führten so eine zwischenzeitliche Wende des Kriegsglücks für Schweden herbei. Die Schlacht wird meist nach dem schwedischen Namen des Dorfes als Schlacht von Revolax bezeichnet. An sie erinnert ein 1935 errichtetes Denkmal.

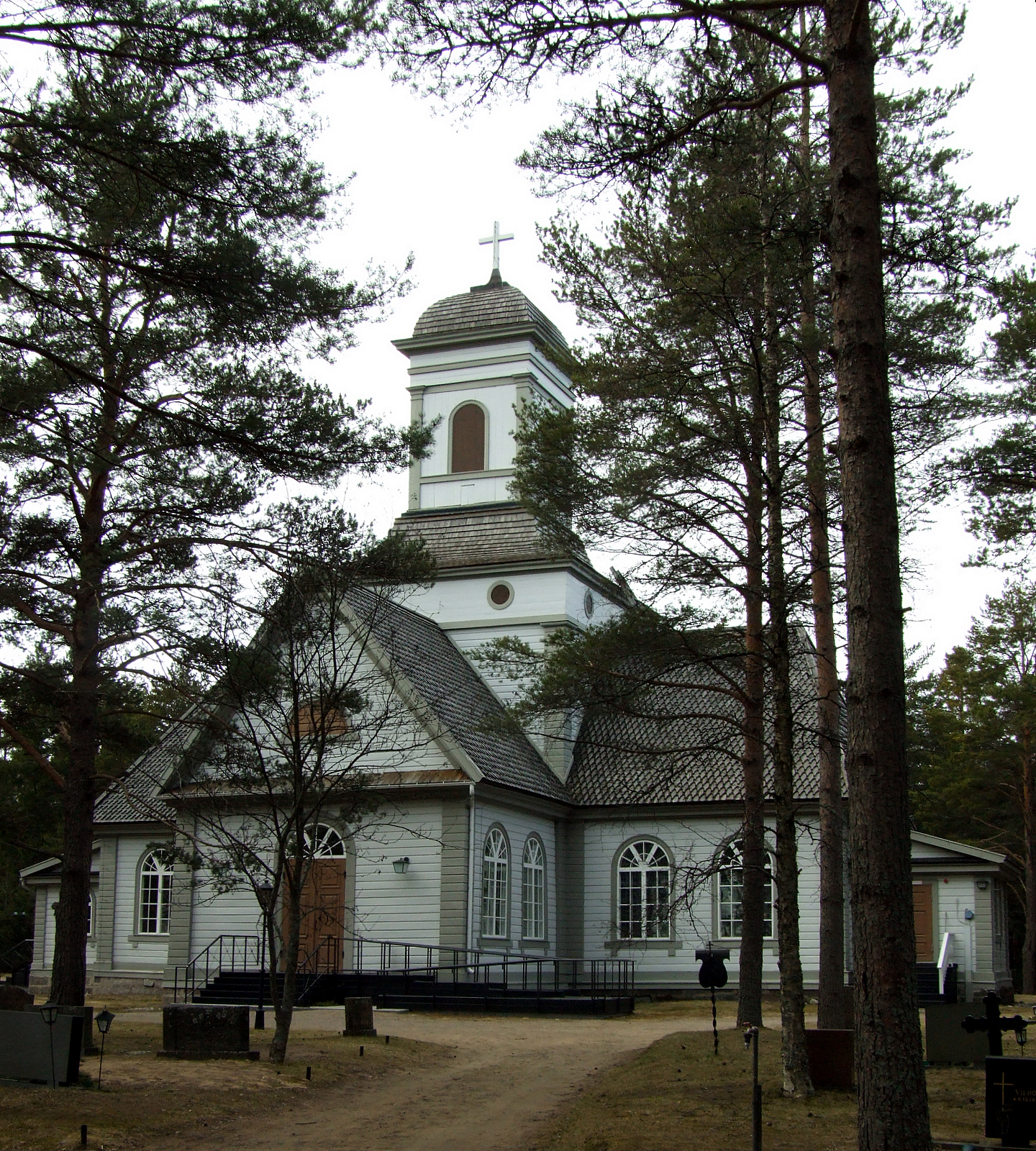
Kirche von Siikajoki (1701)
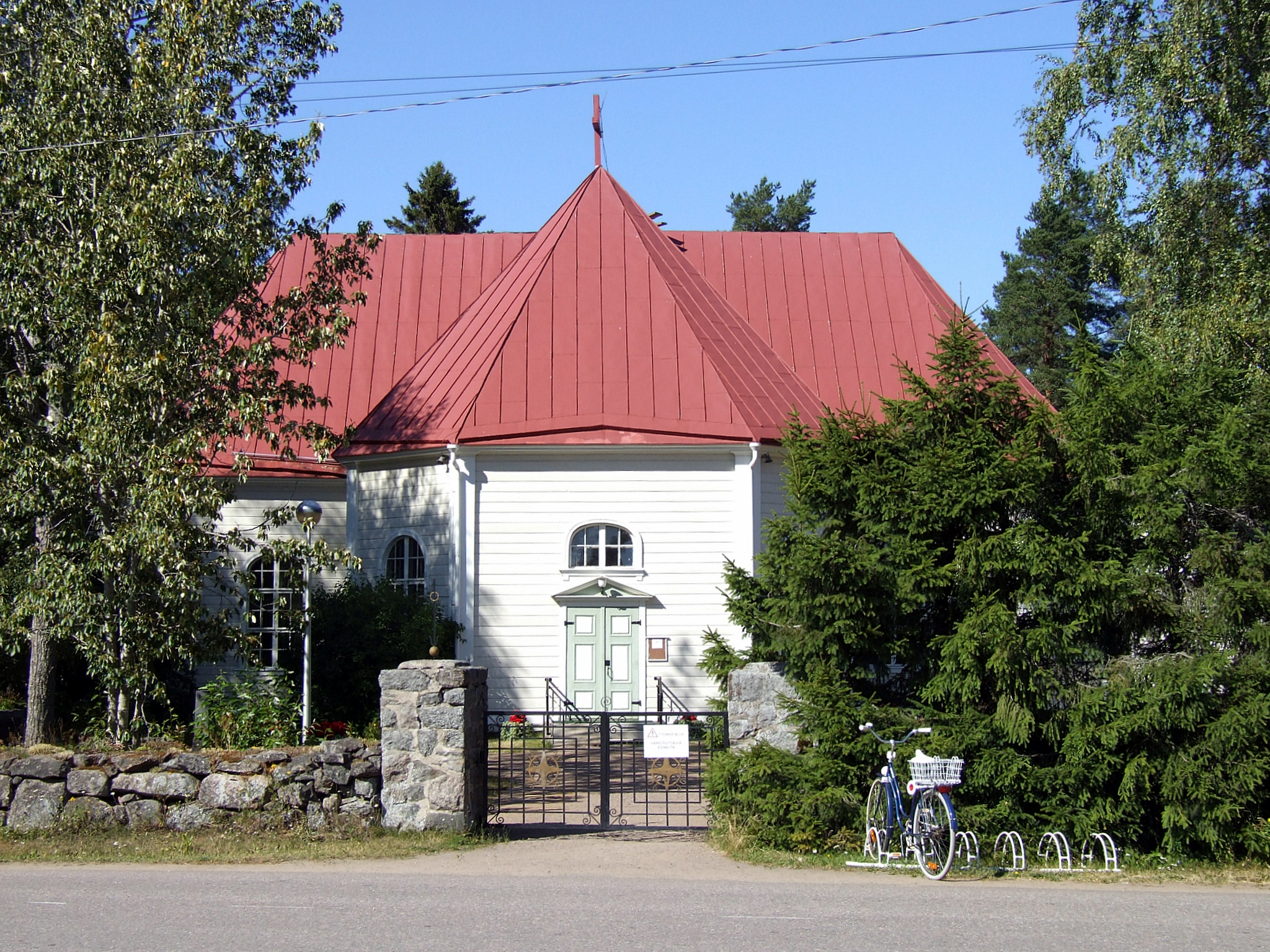
Kirche von Paavola (1756)
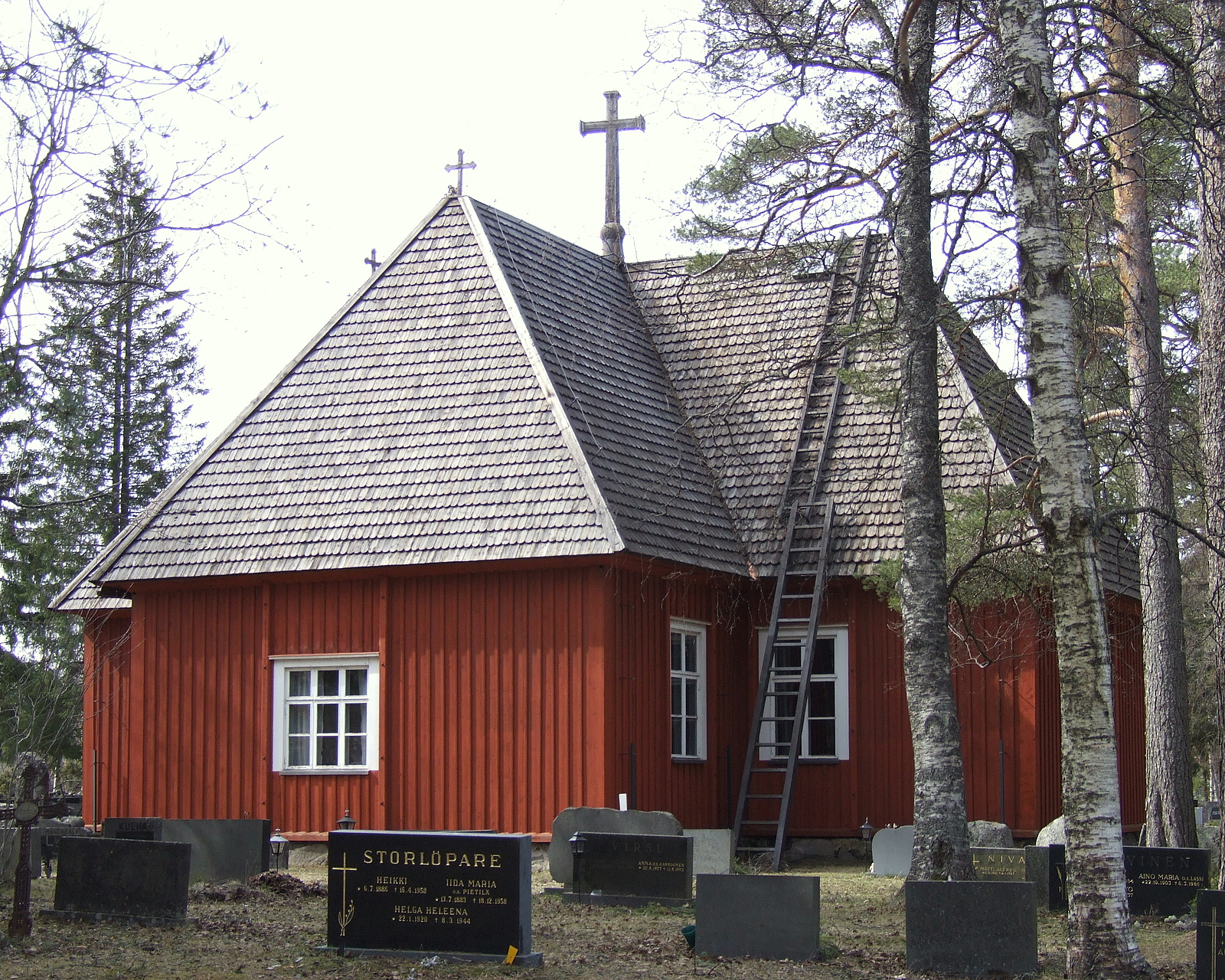
Kirche von Revonlahti (1775)

## Söhne und Töchter der Stadt
- Pauliina Rauhala (* 1977), Schriftstellerin